# Tesatura
La tesatura è una particolare operazione che si effettua sui tralicci dell'alta tensione e sugli impianti di risalita.
Gli impianti a fune e i pali dell'alta tensione, per poter raggiungere determinate prestazioni e gradi di sicurezza, devono avere una tensione calcolata e stabilita in fase di progettazione. 
La corretta tesatura si ottiene, generalmente, con un contrappeso o con un tenditore idraulico. 
Alcune tipologie di impianto sono concepite con funi ancorate, senza l'utilizzo di contrappesi o tenditori.
Per situazioni particolari, come in alta montagna, la tesatura viene effettuata mediante elicottero, da imprese specializzate.